# Ларга (Горж)
Ларга (рум. Larga) насеље је у Румунији у округу Горж у општини Самаринешти. Oпштина се налази на надморској висини од 225 m.

## Становништво
Према подацима из 2002. године у насељу је живело 151 становника, од којих су сви румунске националности.